# Hatazō Adachi
Hatazō Adachi (jap. 安達 二十三 Adachi Hatazō; ur. 17 czerwca 1884 w prefekturze Ishikawa, zm. 10 września 1947 w Rabaulu) – generał porucznik Cesarskiej Armii Japońskiej. 
W 1910 ukończył Japońską Cesarską Akademię Wojskową, a w 1922 – Wojskowe Kolegium Wojenne. W 1934 został pułkownikiem, zaś w 1940 otrzymał awans do stopnia generała porucznika. Od listopada 1941 do listopada 1942 był szefem sztabu Armii Północnych Chin. Następnie objął dowództwo 18. Armii w Rabaulu i na północnym wybrzeżu Nowej Gwinei. Pełnił je do zakończenia działań wojennych w sierpniu 1945.
Lądowanie wojsk gen. Douglasa MacArthura w rejonie Aitape i Jayapury w dniach 22–27 kwietnia 1944 odizolowało większość z 65 tys. żołnierzy Adachiego. Po kapitulacji 13 października 1945, wziął odpowiedzialność za torturowanie więźniów alianckich w Rabaulu. Skazany za zbrodnie wojenne na dożywocie, popełnił samobójstwo 10 września 1947.